# Pedobear
Pedobear es un meme creado en 1999 que se volvió popular a través del tablón de imágenes 4chan. Como su nombre sugiere (siendo "pedo" un diminutivo de "pedófilo"), es un oso pedófilo empleado para crear macros humorísticos sobre temas tabú como los pedófilos, la pornografía infantil o el lolicon. Se originó a partir de Kuma, un personaje de un meme japonés sin relación alguna con la pedofilia.

## Orígenes
Las primeras encarnaciones de lo que sería Pedobear aparecieron primero en 1995 en 2channel, un popular foro de internet japonés, a manera de Shift JIS art y entonces era conocido como Kuma (クマー?), la cual es simplemente una exclamación compuesta por la palabra oso (熊?),y seguida por un Chōon (ー).

## 4chan
El personaje de Kuma fue adoptado por 4chan y rápidamente se convirtió en un meme interno, especialmente en el foro /b/. En 2channel, Kuma usualmente era representado junto a niños, hecho que fue ampliamente explotado para crear la nueva personalidad de Pedobear. Poco después se volvió popular a través de Internet, habiendo sido usado en muchas animaciones del sitio YTMND y siendo referenciado en varios blogs y páginas web.
Ahora es mostrado más como una imagen que como arte creado con texto y es empleado en diversas formas, usualmente superpuesto en imágenes que muestran niños (especialmente si esas imágenes pueden ser interpretadas como sexualmente sugestivas, como cuando involucran trajes de baño, ropa interior o concursos de belleza). La frase "Aprobado por Pedobear" ("Pedobear approves") es comúnmente usada para tales imágenes, y un "Sello de aprobación de Pedobear" ha evolucionado de ello.
Otro uso común del personaje es para asustar a posibles pedófilos, algunas veces haciendo referencia al FBI o a Chris Hansen, presentador del programa estadounidense de Televisión To Catch a Predator. También, cuando contenido de erotismo infantil es posteado dentro de 4chan, los usuarios usualmente se burlarán de sus autores con Pedobear.

## Medios de masas
Finalmente Pedobear dejó su relativo anonimato como un meme más de 4chan y terminó referenciado en diversos medios como periódicos y prominentes páginas web.
En internet, un hombre con el apodo de OldSuvivor, es considerado en foros como "El pedobear de carne y hueso". Entre los usuarios ha sido un tema de burla hacia él por el hecho de hacer comentarios extravagantes sobre usuarios menores de edad en tal web.
El 3 de julio de 2009, el bloguero Michael Barrick creó una imagen digital mostrando a Pedobear agrupado junto a las mascotas oficiales de los Juegos Olímpicos de Vancouver 2010, originalmente creados por Angela Melick. Luego, esta imagen fue erróneamente usada por otros medios, principalmente por el periódico polaco Gazeta Olsztyńska, el 4 de febrero de 2010, para una historia en primera plana acerca de los Olímpicos en Vancouver.
El 24 de julio de 2009, un artículo del columnista conservador estadounidense Pat Buchanan acerca de los primeros meses de la presidencia de Barack Obama incluyó una imagen de Pedobear, la cual generó una considerable reacción por parte de articulistas no relacionados con la política.
En junio de 2010, varios collages mostrando íconos de videojuegos y de la cultura de Internet, incluyendo a Pedobear, fueron presentados en la Feria Artesanal de Renegados de Brooklyn Otros usos de Pedobear incluyen un desafortunado wallpaper de iStockPhoto, la cubierta de la revista de automóviles Import Tuner, y un volante de una tienda de disfraces en Portland, Oregón la cual accidentalmente mostraba una figura parecida a Pedobear, suceso cubierto por una estación local de noticias, que proveyó una detallada historia del personaje, e incluso entrevistó al CEO del weblog I Can Has Cheezburger? Ben Huh, acerca del significado cultural de Pedobear.
También se ha visto a Pedobear en medios televisivos como el programa de televisión de la revista "MAD".